# Ґюс Шеффер
Ґюс Шеффер (нід. Guus Scheffer, 24 січня 1898 — 1 листопада 1952) — нідерландський важкоатлет.
Бронзовий призер Олімпійських Ігор 1928 року в середній вазі.